# Frekvensspektrum
Et frekvensspektrum eller frekvensspekter (flertal frekvensspektre) er resultatet af en afbildning (opløsning i frekvenser eller (overlappende) vægtede frekvensintervaller) af en matematisk funktion (fx et tidssignal (i tidsdomænet)) til resultatfunktionen (i frekvensdomænet).
Frekvensdomænefunktionen består af punkter (kaldet frekvenskomposanter), som funktion af frekvensen (målt i Hz). En frekvenskomposant er et komplekst tal, som i rektangulær repræsentation består af en sinuskoefficient og en cosinuskoefficient. I polær repræsentation består frekvenskomposanten af en ikke-negativ amplitude og en fase. Den polære repræsentation anvendes hyppigst - og tit dropper man fasen og så fås et powerspektrum (flertal powerspektre).
Mange gange er man interesseret i logaritmen af amplituden, da fx lydsignaler og lyssignaler har frekvenskomposanter hvor det giver mere mening med en logaritmisk skala af amplituden. En bredt anvendt logaritmisk måde at afbilde amplituden på, er dB i forhold til en eller anden reference fx 1 volt (dBV), 1 mikrovolt (dBuV), 1 milliwatt (dBmW) og 1 watt (dBW).
Et frekvensspektrum kan fås ved (fx se spektrumanalysator):
- beregning ved hjælp digital eller analog signalbehandling med fouriertransformation.[1][2]
- sende signalet ind i flere statiske analoge (eller digitale) båndpasfiltre og herefter måle amplituden af båndpasfilter-output.
- sende signalet ind i flere dynamisk afstembare analoge båndpasfiltre og herefter måle amplituden af båndpasfilter-outputtet som funktion af frekvensen.

## Input-funktion til diskret Fouriertransformation
Der er udfordringer med ovenstående simple definition af frekvensspektrum. Det vil blive perspektiveret i det følgende.

### Reel eller kompleks input-funktion til Fouriertransformationen?
Den tidsdomæne funktion, man giver Fouriertransformationen som input, er typisk kun reel - dvs at den imaginære del af tidsdomæne funktionen er nul. Resultatet af en Fouriertransformationen (hvor frekvensaksen starter i nul) af en reel funktion er et power spektrum, som er symmetrisk om den midterste frekvens, når man ser bort fra nul-frekvensen og den midterste ikke-nul frekvens. (se regel 110 i FT) Den egentlige grund til den "besynderlighed" er, at man som input til Fouriertransformationen kun gav funktionens reelle tal. Man burde i stedet have diskretiseret både den reelle del og den imaginære del af funktionen.
Med en reel input funktion til Fouriertransformationen kan man lappe på power spektrum, ved at summe de symmetriske frekvenskomposanters amplituder sammen parvis og gemme resultatet i venstre halvdel af frekvenserne - og herefter nulstille sidste halvdel af frekvenserne.
Hvorfor får man kun halvdelen af frekvenserne i frekvensaksen? Grunden er, at der ikke er information nok i den reelle funktion til at adskille dem. Men hvis man som input havde anvendt den komplekse funktion kunne alle frekvenser kunne fås entydigt.

### Diskretisering
Hvis man som input til Fouriertransformationen vil anvende den komplekse funktion, skal man inden diskretisering af funktionspunkterne, filtrere så funktionen kun kan indeholde entydigt adskilbare frekvenser. Fx kan man lavpasfiltrere til ca. det dobbelte af Nyquist-frekvensen.
Hvis man som input til Fouriertransformationen vil anvende reelle funktioner, skal man inden diskretisering af funktionspunkterne, filtrere så funktionen kun kan indeholde entydigt adskilbare frekvenser. Fx skal man lavpasfiltrere til Nyquist-frekvensen.
Overholder man ikke ovenstående filtrering, fås det som kaldes harmonisk aliasering, som i virkeligheden skyldes forsømmelse af den rette filtrering inden diskretisering. Virkningen af en sådan forsømmelse, vil resultere i forkerte powerspektre, når det oprindelige input signal indeholder frekvenser, som er forskelligt fra de entydigt adskilbare frekvenser.

### "Skæve" frekvenser og vinduesfunktioner
I princippet kan input-funktionen kun indeholde de frekvenser som Fouriertransformationen kan vise i frekvensdomænet. Hvis man fx kun entydigt kan adskille frekvenserne 0,1,2,...,14,15 Hz, må input-funktionen kun indeholde en linearkombination af disse frekvensfunktioner.
I den virkelige verden kan der sagtens forekomme "skæve" frekvenser. Resultatet af en Fouriertransformation af fx et 3,5Hz-funktion, hvor kun hele frekvenser kan vises i frekvensdomænet, er et frekvensspektrum, hvor stort set alle frekvenser er forskellig fra nul med top omkring 3 og 4 Hz. Det er en anden form for "aliasering" at "skæve" frekvenser fordeles over hele frekvensaksen.
Sammenligner man amplituden med et 4Hz-funktion i frekvensdomænet, kan man se at 4Hz-amplituden er meget større end 3,5Hz-amplituden. Det er et problem.
Måden man lapper dette på, er ved at gange en vinduesfunktion på i tidsdomænet. Ifølge regel 109 i FT, er det at gange to funktioner i tidsdomænet det sammen som foldning i frekvensdomænet. Typisk anvendes en Hanning vinduesfunktion, som resulterer i at de "rette" og "skæve" frekvenser ser mere ens ud i amplitude og i form. Ulempen er at aflæsning af de "rette" frekvenser er blevet upræcis - og fordelen er at aflæsning af de "skæve" frekvenser er blevet mere præcis.

## Mangel på lokalisering i frekvensspektre og fouriertransformation
Har man fx en input-funktion på 256 sekunder og der er noget som laver et sinustone på 8Hz i ét sekund, 5 sekunder inde i input-funktionen, kan man ikke se af frekvensdomænet i hvilket tidsinterval sinustonen var der. 8Hz vil kunne ses i frekvensdomænet, men det vil have en svagere amplitude.
Måden man manuelt kan lokalisere 8Hz-sinustonen er ved at klippe input-funktionen op i bidder, anvende en vinduesfunktion og transformere hver input-funktion for sig. Herefter finder man maksima.
En slags automatisering af ovenstående er kort-tids Fouriertransformation. Resultatet er spektrogrammer. Kort-tids Fouriertransformation er et eksempel på tids-frekvens analyse - og en anden er Wavelet-transformation. Tids-frekvens analyse går ud på både at se frekvensindhold - eller bredere fluktuationsindhold i forbindelse med Wavelet-transformation - og i hvilket tidsinterval frekvensindholdet var der.

## Anvendelse
Metoderne anvendes i  MR-scanning til billeddiagnosticering, og NMR-spektroskopi og  Elektronspinresonans til bestemmelse af kemiske forbindelser og  molekylestruktur.